# Pseudochaeta clurina
Pseudochaeta clurina är en tvåvingeart som beskrevs av Henry J. Reinhard 1946. Pseudochaeta clurina ingår i släktet Pseudochaeta och familjen parasitflugor.
Artens utbredningsområde är Texas. Inga underarter finns listade i Catalogue of Life.